# Scheremetew
Die Familie Scheremetew (russisch Шереметев) ist eine alte, mit den Romanows verwandte russische Adelsfamilie.

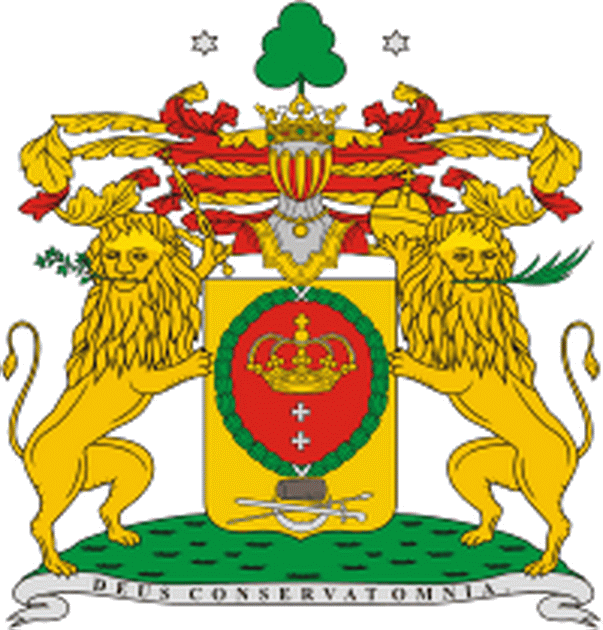
Familienwappen

## Geschichte
Wie die Romanows stammen die Scheremetews von dem Bojaren Andrei Iwanowitsch Kobyla ab, der am Hof von Iwan I. lebte. Möglicherweise war er ruthenischer oder samogitischer Herkunft. Dessen Nachkomme Andrei Konstantinowitsch Bessubzew, der Ende des 15. Jahrhunderts lebte, erhielt den Spitznamen Scheremet. Eine Theorie besagt, dass sich der Name aus dem Tatarischen oder Türkischen herleitet und übersetzt „armer Mann“ bedeutet. Die Scheremetews nahmen an zahlreichen Schlachten des 16. Jahrhunderts teil, so an den Kriegen gegen die Osmanen, im Livländischen Krieg und an den Feldzügen von Kasan.
1521 fiel der Wojewode Scheremetew an der Oka im Kampf gegen Magmet-Girai von Kasan. 1659 diente der Bojar Peter Wasiljewitsch Scheremetew im Kampf gegen die Polen. Im folgenden Jahr wurde er Statthalter von Smolensk. Der Bojar Peter Nikitisch Scheremetew beteiligte sich an dem Aufstand gegen den falschen Dmitri. Ein bedeutender Staatsmann in der ersten Hälfte des 17. Jahrhunderts war der Bojar Fjodor Iwanowitsch Scheremetew. Er trug maßgeblich zur Wahl von Zar Michail Fedorowitsch Romanow bei und stand an der Spitze der Moskauer Regierung, indem er unter anderem die Rolle der russischen Ständeversammlung stärkte.
Der Aufstieg der Familie begann unter dem Bojaren Boris Petrowitsch Scheremetew. 1686 war er russischer Gesandter in Warschau und Wien und schlug dann die militärische Laufbahn ein. 1703 befehligte er als russischer Generalfeldmarschall an der Newa. Für seine Verdienste in der Niederschlagung des Ersten Strelizenaufstandes wurde Scheremetew als erster in Russland zum russischen Grafen erhoben. Nach dem entscheidenden Sieg in der Schlacht bei Poltawa gegen Schweden 1709, schenkte ihm Peter der Große in St. Petersburg ein an der Fontanka gelegenes Grundstück, worauf sein Sohn Graf Pjotr Borissowitsch Scheremetew einen Palast erbaute. Bis 1917 war der Palast im Besitz von fünf Generationen der Familie Scheremetew.

## Schicksal unter dem Sowjetregime
Wie viele andere Adelsfamilien waren auch die Scheremetews durch das Sowjetregimge Repressionen aller Art bis hin zur gezielten Ermordung ausgesetzt. Das Schicksal der Familie von Graf Sergej Dmitrijewitsch Scheremetew bildet einen der Schwerpunkte des Buches des Historikers Douglas Smith über den Untergang der russischen Aristokratie während des Sowjetregimes.

## Bedeutende Namensträger

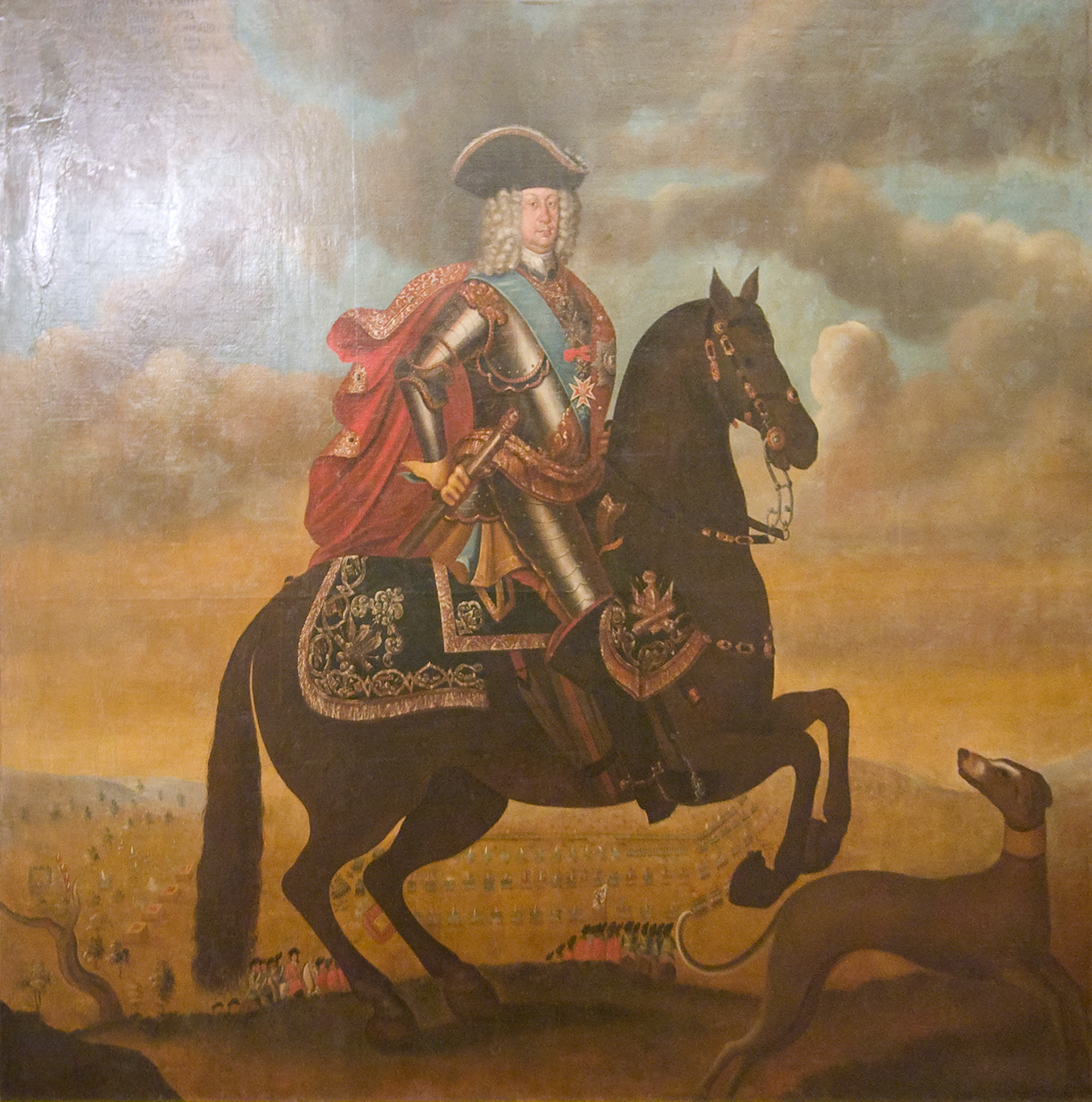
Graf Boris Petrowitsch Schermetew

- Fedor Iwanowitsch Scheremetew, schloss mit Polen-Litauen 1. Dezember 1618 in Deulino, sodann zu Wjasma vorteilhafte Friedenstraktate ab
- Iwan Wasiljewitsch Scheremetew, Militärangehöriger unter der Regierung des Zaren Iwan IV.
- Wassili Borissowitsch Scheremetew (1622–1682), russischer Feldherr und Bojare
- Boris Petrowitsch Scheremetew (1652–1719), russischer Generalfeldmarschall, einer der Schöpfer der modernen russischen Armee unter Peter dem Großen
- Michail Borissowitsch Scheremetew (1672–1714), russischer Generalmajor
- Pjotr Borissowitsch Scheremetew (1713–1788), russischer General, Kammerherr und Mäzen
- Nikolai Petrowitsch Scheremetew (1751–1809), Oberkammerherr
- Praskowja Iwanowna Scheremetewa (1768–1803), russische Schauspielerin und Sopranistin
- Dmitri Nikolajewitsch Scheremetew (1803–1871), russischer Kammerherr und Wohltäter
- Sergei Dmitrijewitsch Scheremetew (1844–1918), Mitglied des Staatsrates des Russischen Reiches
- Alexander Dmitrijewitsch Scheremetew (1859–1931), russischer Musikliebhaber, Dirigent und Mäzen
- Pawel Scheremetew (1871–1943), russischer Politiker, Maler, Schriftsteller und Museumsdirektor
- Romuald Szeremietiew (* 1945), polnischer Politiker, Unabhängigkeitsaktivist und ehemaliger Verteidigungsminister.

## Besitzungen

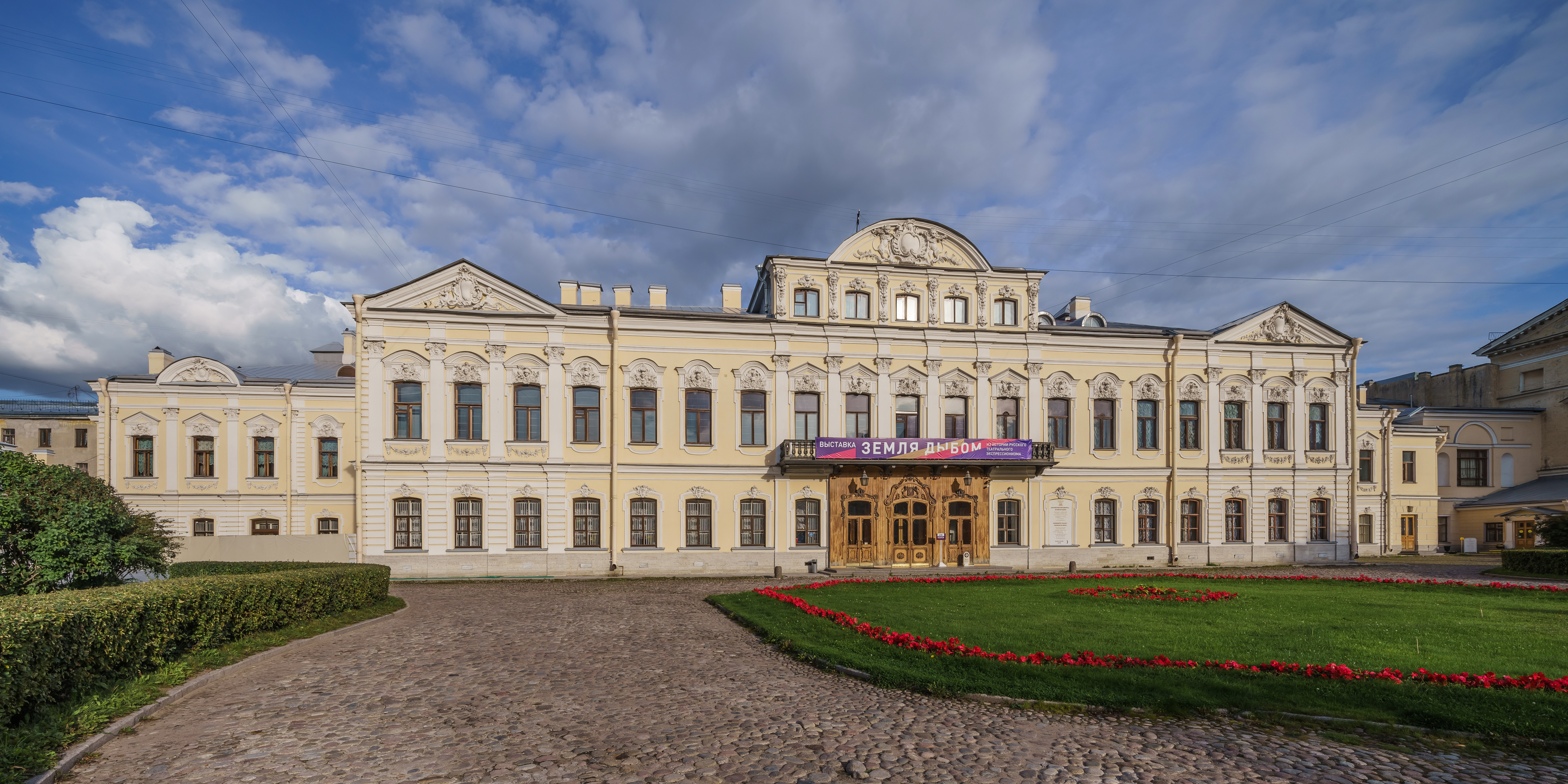
Scheremetew
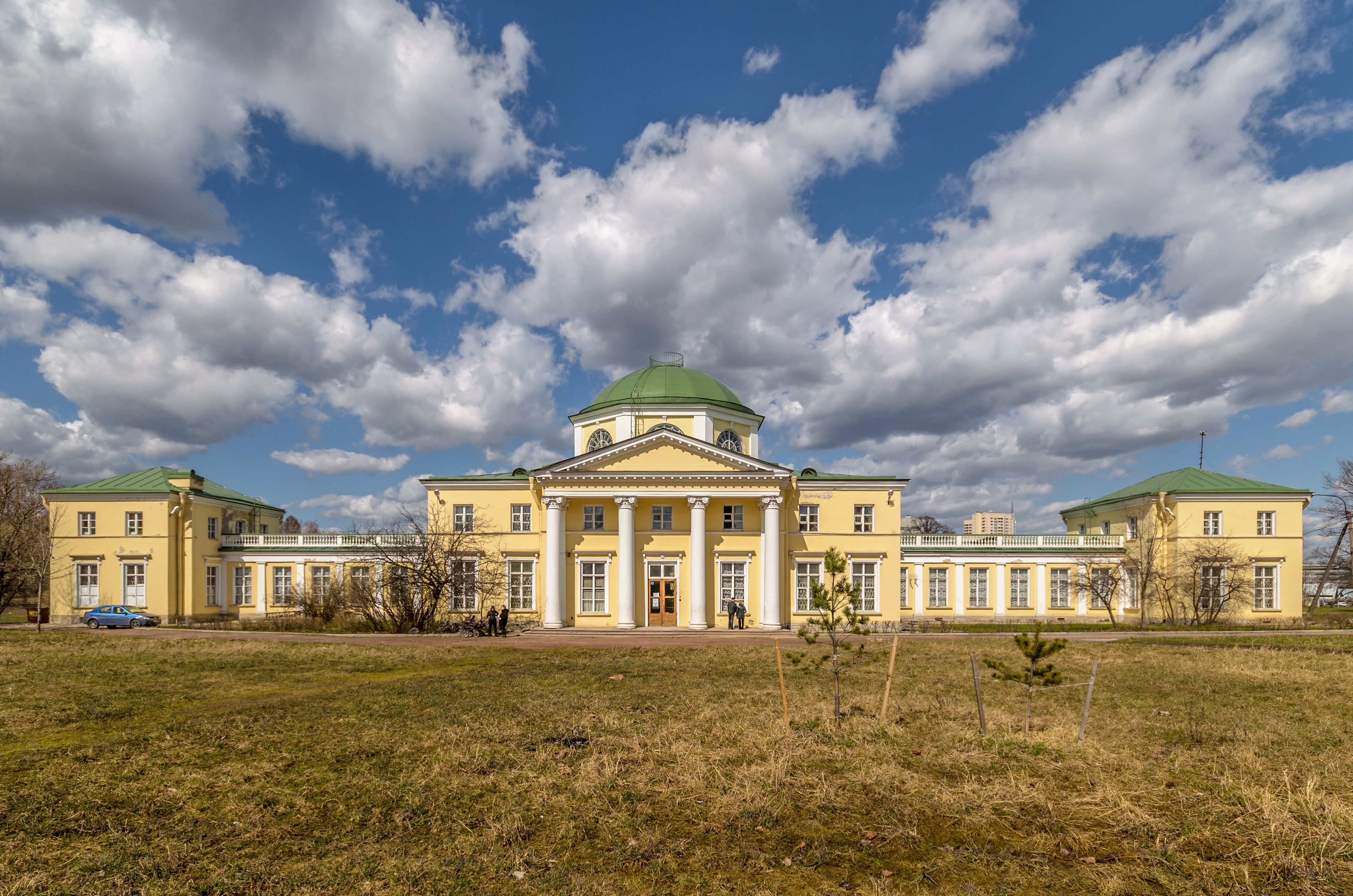
Tschernyschow
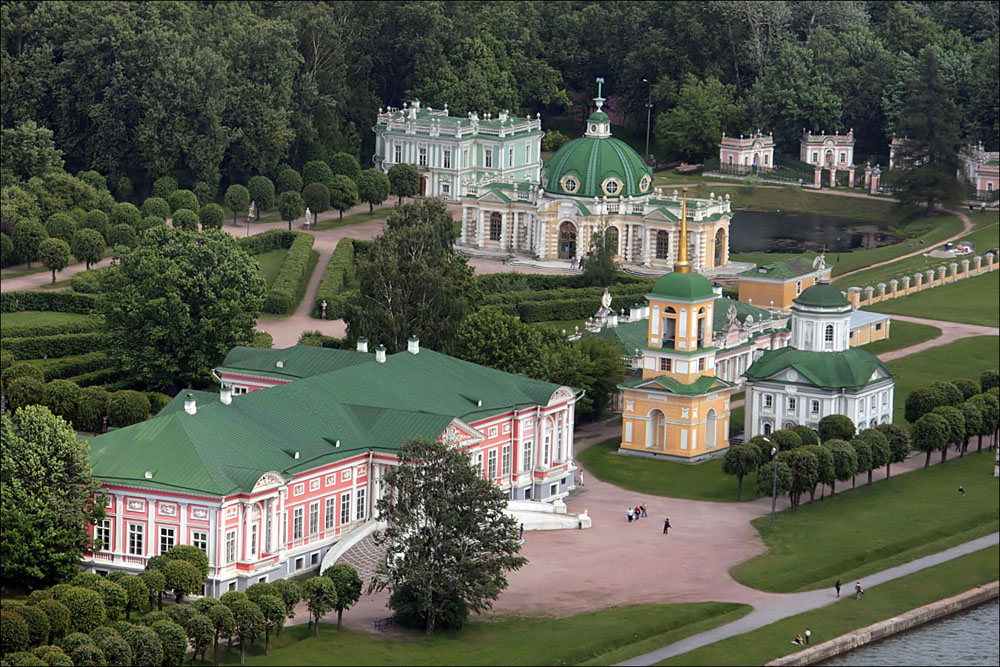
Kuskow
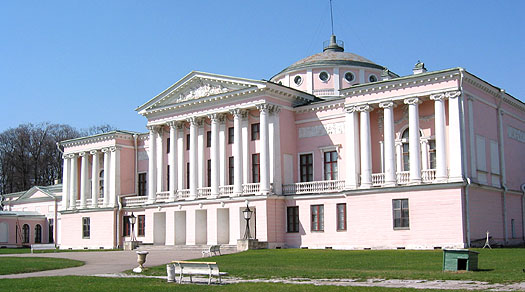
Ostankino
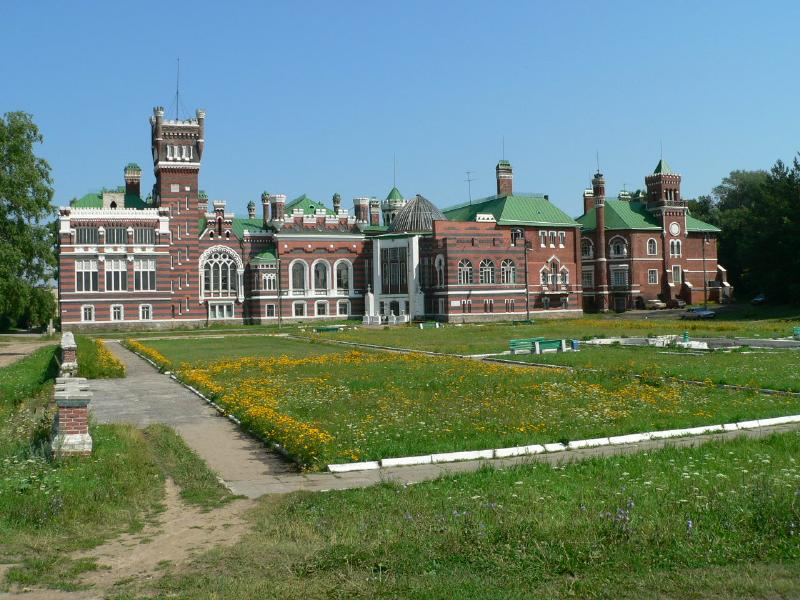
Jurino